# Intifada voor de onafhankelijkheid
De Intifada voor de onafhankelijkheid was van mei tot november 2005 een opstand in de Westelijke Sahara. Bewoners van de door Marokko bezette delen van de Westelijke Sahara, kwamen in opstand tegen deze bezetting. Zij pleitten ervoor dat het gebied onder controle van de Arabische Democratische Republiek Sahara (ADRS) kwam.
De steun van de Arabische Liga en de Organisatie van Afrikaanse Eenheid (OAE) voor de ADRS viel de laatste decennia weg en ook Algerije bleek niet langer de prioriteit te geven aan het slepende conflict met buurland Marokko. Door de binnenlandse problemen waar het land vervolgens tijdens de jaren negentig mee te maken kreeg, boette de Saharakwestie aan belang in bij de Algerijnse machthebbers. Intussen had Marokko vrij spel om de Westelijke Sahara volledig te integreren in het koninkrijk: een omvangrijk staand leger, forse economische investeringen en vestigingspremies voor Marokkanen werden ingezet om de regio tot een volwaardige Marokkaanse provincie om te vormen. Dit leidde tot ontevredenheid bij etnische Sahrawi, die de Marokkaanse bezetter graag zien vertrekken.
De Intifada voor de onafhankelijkheid heeft wereldwijd, en in Marokko in het bijzonder, weinig aandacht gekregen. Wegens een gebrek aan openheid is het onduidelijk of de Intifada slechts bestond uit enkele relletjes of dat het om een serieuze opstand ging/gaat.

## Noot
1. ↑  Volgens het internationaal recht gaat het om een bezetting. Zie Marc Bossuyt en Jan Wouters (2005): Grondlijnen van internationaal recht, Intersentia, Antwerpen enz., blz. 195.